# 영국의 해외 영토

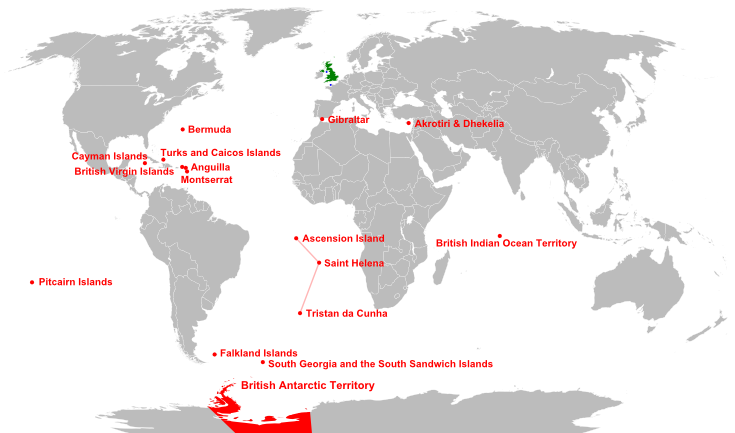
영국의 해외 영토의 위치

영국의 해외 영토(British overseas territories)란 그레이트브리튼섬(잉글랜드, 스코틀랜드, 웨일스)과 북아일랜드에 속하지 않는 지역으로서 영국의 정치적 주권이 미치는 영역을 말한다.

## 개요
이전에는 식민지, 왕령 식민지, 보호령, 신탁통치령, 조차지가 있었지만, 제2차 세계 대전 후 대부분이 독립국이 되었고 홍콩처럼 양도한 곳도 있다. 그 중에는 영국의 국왕을 국가원수로 하는 나라(Commonwealth)가 아닌 나라, 영국과의 대등국으로서 영국연방에 참가하는 나라가 아닌 나라가 있다.

## 목록
| 기   | 문장 | 이름                               | 위치               | 면적 (km2)                              | 인구 (명) | Capital                     | 명목 GDP (백만$) | 1인당 GDP ($) | 비고 |
| ---- | ---- | ---------------------------------- | ------------------ | --------------------------------------- | --------- | --------------------------- | ---------------- | ------------- | --- |
|      |      | 앵귈라                             | 북대서양 카리브    | 91                                      | 14,869    | 더밸리                      | 299              | 20,307        | |
|      |      | 버뮤다                             | 북대서양           | 54                                      | 62,506    | 해밀턴                      | 6,464            | 102,987       | |
|      |      | 영국령 남극 지역                   | 남극               | 1,709,400                               | 0         | 로데라 기지                 |                  |               | 남극 조약 체제에 종속되어 있다. 겨울에는 약 50명, 여름에는 약 400명이 연구 목적으로 임시 거주한다. 사우스셰틀랜드 제도, 사우스오크니 제도 포함. |
|      |      | 영국령 인도양 지역                 | 인도양             | 60                                      | 0         | 디에고가르시아 해군지원시설 |                  |               | 모리셔스와 영토 분쟁 중. 차고스 제도와 디에고가르시아섬을 포함한다. 약 3,000명의 영국 및 미국의 군사시설 종사자가 비상주 인구로 있다.           |
|      |      | 영국령 버진아일랜드                | 북대서양 카리브    | 153                                     | 31,758    | 로드타운                    | 1,050            | 48,511        | |
|      |      | 케이맨 제도                        | 북대서양 카리브    | 264                                     | 78,554    | 조지타운                    | 4,298            | 85,474        | |
|      |      | 포클랜드 제도                      | 남대서양           | 12,173                                  | 3,377     | 스탠리                      | 164.5            | 70,800        | 아르헨티나와 영토 분쟁 중. 1,350명의 영국 군인이 주둔한다.                                                                                      |
|      |      | 지브롤터                           | 유럽 이베리아 반도 | 6.5                                     | 33,701    | 지브롤터                    | 3,080            | 92,843        | 스페인과 영토 분쟁 중. 1,250명의 영국 군인이 주둔한다.                                                                                          |
|      |      | 몬트세랫                           | 북대서양 카리브    | 101                                     | 5,215     | 플리머스                    | 61               | 12,181        | |
|      |      | 핏케언 제도                        | 태평양             | 47                                      | 50        | 애덤스타운                  | 0.14             | 2,894         | |
|      |      | 세인트헬레나 어센션 트리스탄다쿠냐 | 남대서양           | 420                                     | 5,633     | 제임스타운                  | 55.7             | 12,230        | 세인트헬레나(인구 4,349명), 어센션섬(인구 880명), 트리스탄다쿠냐(인구 300명)로 이루어진다. 어센션섬에는 약 1천 명의 군인이 주둔한다.            |
|      |      | 사우스조지아 사우스샌드위치 제도   | 남대서양           | 3,903                                   | 0         | 킹에드워드포인트            |                  |               | 아르헨티나와 영토 분쟁 중. 약 100명의 공무원과 연구원이 비상주 인구로 있다.                                                                     |
|      |      | 아크로티리 데켈리아                | 지중해 키프로스섬  | 255                                     | 7,700     | 에피스코피 주둔지           |                  |               | 완전한 주권과 관련하여 키프로스와 논쟁이 있다. 상주 인구는 키프로스인이며, 이외에 약 8,000명의 영국 군인 및 그 가족이 비상주 인구로 있다.       |
|      |      | 터크스 케이커스 제도               | 북대서양           | 948                                     | 38,191    | 코번타운                    | 1,077            | 28,589        | |
| 총계 | 총계 | 총계                               |                    | 1,727,415 km2 (남극 제외 시 18,105 km2) | 272,256   |                             | 16,550           |               | |

## 정치

### 유형 1
영국에서 임명된 총독이 통치한다. 주민을 대표하는 입법 의회는 따로 없다.
- 영국령 인도양 지역
- 사우스조지아 사우스샌드위치 제도
- 영국령 남극 지역
- 아크로티리 데켈리아

### 유형 2
주민을 대표하는 입법 의회가 있고, 영국에서 임명된 총독이 행정부의 장이 된다.
- 포클랜드 제도
- 세인트헬레나 어센션 트리스탄다쿠냐
  -  세인트헬레나
  -  어센션섬
  -  트리스탄다쿠냐
- 핏케언 제도

### 유형 3
영국에서 임명된 총독이 민선 의회의 다수 정당의 당수를 행정부의 장으로 임명한다.
- 앵귈라
- 몬트세랫
- 영국령 버진아일랜드
- 터크스 케이커스 제도
- 지브롤터
- 케이맨 제도

### 유형 4
유형 3에서 한층 더 총독의 권한을 형식화한 것으로, 실질적으로 영국 국왕을 군주로 하는 독립국(Commonwealth)과 큰 차이 없다.
- 버뮤다

## 왕실령
왕실령(영어: Crown dependencies)이란 외교와 방위는 영국이 책임을 지지만 독자적인 헌법과 법률이 따로 있어서 영국의 법률은 원칙적으로 적용되지 않는 곳을 의미한다. 영국의 해외 영토에는 해당하지 않으나 정치적으로 유사한 점이 있다.
- 저지 관할구 : 채널 제도,  저지섬
- 건지 관할구 :  건지섬,  올더니섬,  사크섬,  험섬
- 맨섬

## 같이 보기
- 대영제국
- 해외 프랑스